# Marie Berg
Marie Berg, född 1955, är en svensk barnmorska samt professor i vårdvetenskap med inriktning reproduktiv och perinatal hälsa vid Göteborgs universitet.

## Biografi
Berg fick redan som barn i Pingstkyrkans söndagsskola en vision om att förbättra situationen för barn och mödrar i Afrika. Med denna målbild utbildade hon sig till barnmorska, lärde sig franska och fann sin partner Urban som var läkare med en liknande vision. År 1981 reste de till Afrika till det lilla missionssjukhuset Lemera långt upp i bergen i östra Kongo. Berg var ansvarig för förlossningsenheten men arbetade även med kvinnors och familjers hälsa i ett större holistiskt perspektiv, och kom att inleda ett nära samarbete med Denis Mukwege och det av honom grundade Panzisjukhuset. År 1996 bröt inbördeskriget ut vilket under flera år hindrade dem från att arbeta i Kongo.
År 2002 disputerade Berg på en avhandling om omvårdnad och bemötande av gravida kvinnor i riskgrupper. Hon har i sin forskning tagit fram kunskap om hur man kan stödja hälsosam graviditet, förlossning och tidigt föräldraskap vid normala och komplicerade tillstånd, med fokus på att främja normal fysiologisk förlossning med minimalt och optimalt användande av medicinska interventioner. Hon har studerat hur man kan arbeta med person-centrerat holistiskt fokus, samt hur utbildning kan förbättras för att kvalitetssäkra barnmorskeprofessionen.
År 2004 återvände Berg och hennes man till Lemera och Panzisjukhuset och har under nästan två decennier gjort en till fyra resor per år.
År 2011 utsågs hon till professor i vårdvetenskap och hälsa vid Göteborgs universitet, något som stärkt hennes position även i Kongo. Hon arbetar numera (2022) halvtid som obetald professor vid Evangelical University of Africa i Bukavu där det hösten 2022 startas en barnmorskeutbildning på universitetsnivå.
Bergs vetenskapliga publicering har (2022) enligt Google Scholar över 7 000 citeringar och ett h-index på 44.